# Jan Manschot
Jan Manschot, ook genaamd Brekken Jan Schampschot (Lichtenvoorde, 21 september 1947 – Doetinchem, 20 januari 2014), was een Nederlands muzikant. Hij speelde een prominente rol in de geschiedenis van de popgroep Normaal.
Samen met Bennie Jolink nam hij in 1974 het initiatief tot het oprichten van de groep. Manschot ging drummen, hoewel hij dit instrument op dat moment maar amper beheerste. Vanaf het debuut op het popfestival van Lochem was de groep succesvol en ze werden landelijk bekend met hun single Oerend Hard.
In 1989 verliet Manschot de groep. Hij trad nog wel op bij de jaarlijkse 'koffieconcerten' van Normaal. Eveneens in 1989 vormde hij met onder anderen Ferdi Joly en Hans Keuper de in het Achterhoeks zingende muziekgroep Boh Foi Toch. In de zomer van 2012 en het voorjaar van 2013 werden tumoren ontdekt bij Manschot, waardoor hij zijn muzikale activiteiten moest opschorten. Hij overleed begin 2014 op 66-jarige leeftijd aan de gevolgen van een hersentumor. Aan de Dorpsstraat in Hummelo bevindt zich sinds 2018 een standbeeld van de Achterhoekse rockband. 
Andere groepen waarin hij speelde waren Bakkerij Manschot, Old Ni-js en Hanska Duo.
- International Standard Name Identifier: 0000 0003 9615 5797
- MusicBrainz: a6ee814a-5b20-4558-92f5-bcb83a7d1e4e
- Nederlandse Thesaurus van Auteursnamen: 074831291
- Virtual International Authority File: 291031037
- WorldCat: E39PBJhX8yg4GwRPckdKTCfXh3